# Улица Полбина (Москва)
Улица По́лбина — улица, расположенная в Юго-Восточном административном округе города Москвы на территории района Печатники.
Нумерация домов начинается от Шоссейной улицы со стороны станции метро «Печатники».

## История
Северная часть улицы проходит по Самаровой горе, бывшей дачной местности Московской губернии, южная часть — по Перерве. Улица названа в 1971 году в честь Ивана Семёновича Полбина — советского лётчика, дважды Героя Советского Союза, командира авиационного бомбардировочного полка.

## Расположение
Улица Полбина начинается от Шоссейной улицы (в районе метро «Печатники»), идёт на юго-восток, затем меняет направление на южное. С запада к ней примыкает улица Кухмистерова. Улица идёт далее, меняет плавно направление на юго-западное и в конце упирается вновь в Шоссейную улицу.

## Здания и сооружения
- дом 1 — бывший Дом-коммуна Литейно-механического завода, 1931-1933. До 2019 года в доме работал филиал ЛГУ им. Пушкина. В начале декабря 2020 года здание снесли ради строительства ЮВХ[4];
- дом 7 — ОВД «Печатники», отделение УФМС района «Печатники»;
- дом 12 — ОДС № 4;
- дом 18 — Средняя общеобразовательная школа № 773;
- дом 25 — Отдельный Батальон ДПС ГИБДД УВД ЮВАО;
- дом 28 — Детский сад № 1550 (с ясельными группами);
- дом 38 — Средняя общеобразовательная школа № 1256 с углублённым изучением английского языка;
- дом 40 — ДЕЗ;
- дом 42 — ОДС № 1;
- дом 44 — Средняя общеобразовательная школа № 846;
- дом 45 — Учебный военный центр Российского государственного технологического университета им. К. Э. Циолковского;
- дом 50 — Детская городская поликлиника № 93;
- дом 58а — Районная диспетчерская служба Печатники;
- дом 68 — Средняя общеобразовательная школа № 918.

## Транспорт

### Автобусы
По улице Полбина проходят 2 автобусных маршрута общественного транспорта:
- № 30 — Цимлянская улица — Метро «Печатники».
- № 646 — Марьино — Метро «Печатники».

### Метро
Станция метро Печатники Люблинско-Дмитровской линии и Печатники Большой кольцевой линии.

### Железнодорожный транспорт
Вблизи улицы расположены платформы Депо и Люблино и Печатники Курского направления МЖД.

## Галерея
- улица Полбина